# Champigneulles-en-Bassigny
Champigneulles-en-Bassigny is een gemeente in het Franse departement Haute-Marne (regio Grand Est) en telt 55 inwoners (2009). De plaats maakt deel uit van het arrondissement Chaumont.

## Geografie
De oppervlakte van Champigneulles-en-Bassigny bedraagt 6,9 km², de bevolkingsdichtheid is dus 8 inwoners per km².
De onderstaande kaart toont de ligging van Champigneulles-en-Bassigny met de belangrijkste infrastructuur en aangrenzende gemeenten.

## Demografie
Onderstaande figuur toont het verloop van het inwonertal (bron: INSEE-tellingen).

1. ↑  Populations de référence 2022.